# Марія Солнокі
Марія Солнокі (16 червня 1947 , Будапешт ) — угорська фехтувальниця на рапірах, срібна призерка Олімпійських ігор 1972 року, чемпіонка світу.

## Виступи на Олімпіадах
| Олімпіада   | Дисципліна           | Місце |
| ----------- | -------------------- | ----- |
| Мюнхен 1972 | індивідуальна рапіра | 21    |
| Мюнхен 1972 | командна рапіра      | 2     |